# Тюмень (футбольний клуб)
ФК «Тюмень» — російський футбольний клуб з однойменного міста. Виступає у зоні «Урал-Поволжя» другого дивізіону чемпіонату Росії.

## Попередні назви команди
- 1961—1963 — «Геолог»
- 1964—1965 — «Прибій»
- 1966—1977 — «Нафтовик»
- 1978—1979 — «Будівельник»
- 1980—1982 — «Факел»
- 1983—1991 — «Геолог»
- 1992—1996 — «Динамо-Газовик»
- 1997—2002 — «Тюмень»
- 2003 — «СДЮШОР-Сибнафтопровід»
- 2004 — «Тюмень»

## Історія
Клуб засновано у 1961 році. З цього ж року вперше взяв участь у чемпіонаті СРСР (клас «Б»). У 1971, зайнявши друге місце в групі, команда здобула право виступати у другій лізі. Тюменський «Геолог» — чемпіон РРФСР 1985 року, володар Кубка РРФСР 1984, фіналіст Кубка РРФСР 1983 і 1985 років, переможець зональних турнірів другої ліги 1984, 1985, 1986, а також срібний призер 1983.

14 серпня 1982 року було відкрито стадіон «Спартак» на Царьовому Городищі, що пізніше отримав назву «Геолог». Цей стадіон дотепер є домашньою ареною футбольного клубу «Тюмень».

Після приходу на тренерський місток Валерія Овчинникова тюменський «Геолог» став лідером своєї зони у другій лізі. Вболівальникам надто подобалося гасло клубу: «Головне — показувати красиву гру, а результат прийде сам». У 1986 тюменці завоювали право грати в першій лізі першості СРСР, де провели п'ять сезонів — з 1987 по 1991. Найкращий результат на цьому етапі команда показала у 1989 і 1990 роках — 11-е місце.

У результаті розпаду СРСР і формування нового чемпіонату Росії тюменський клуб було включено до турніру вищої ліги, де «Тюмень» виступала у 1992, 1994, 1995, 1997 і 1998 роках. Найкращий результат — 12-е місце (1994). Найгірший результат — 20-е місце (1992). У 1993 і 1996 тюменці виступали в першій лізі чемпіонату Росії, обидва рази стаючи переможцями турніру і завойовуючи право на підвищення у класі. У 1998 році «Тюмень» поставила антирекорд ліги за кількістю набраних очок — всього 8, а також за кількістю пропущених м'ячів — 89. У цьому сезоні команда покинула вищу лігу, а рік потому, транзитом через першу, опинилася у другій лізі. Наступні сезони тюменці безуспішно намагалися повернути втрачені позиції. У 2003 команду «Тюмень» булл розформовано, проте на базі клубу продовжував виступ у турнірі третьої ліги колишній дублюючий склад, посилений кількома гравцями основного складу. Команда отримала назву «СДЮШОР-Сибнафтопровід».

У 2004 році клуб виграв зональний турнір Аматорської футбольної ліги, проте відмовився від вступу до професійної ліги. Наступного року «Тюмень» повторила своє досягнення, і клуб повернувся до другого дивізіону. З 2006 року «Тюмень» відновила членство у Професійній футбольній лізі. Напередодні сезону 2008 клуб очолив президент міні-футбольного клубу «Тюмень» Олександр Попов. Символіку клубу було змінено. Основними кольорами «Тюмені» стали чорний та білий.

## Відомі гравці
Повний список гравців "Тюмені", статті про яких містяться у Вікіпедії, дивіться тут.
- Сергій Дмитрієв
- Сергій Підпалий
- Олексій Косолапов
- В'ячеслав Камольцев
- Ігор Кутепов
- Віктор Леоненко
- Олександр Призетко
- Володимир Татарчук

## Відомі тренери
- Валерій Овчинников
- Сергій Морозов
- Олексій Петрушин
- Едуард Малофєєв

## Контактна інформація
- Адреса: м. Тюмень, вул. Комуни, 22
- Інтернет-сайт: http://fc-tyumen.ru/